# Крематорий-колумбарий Пер-Лашез

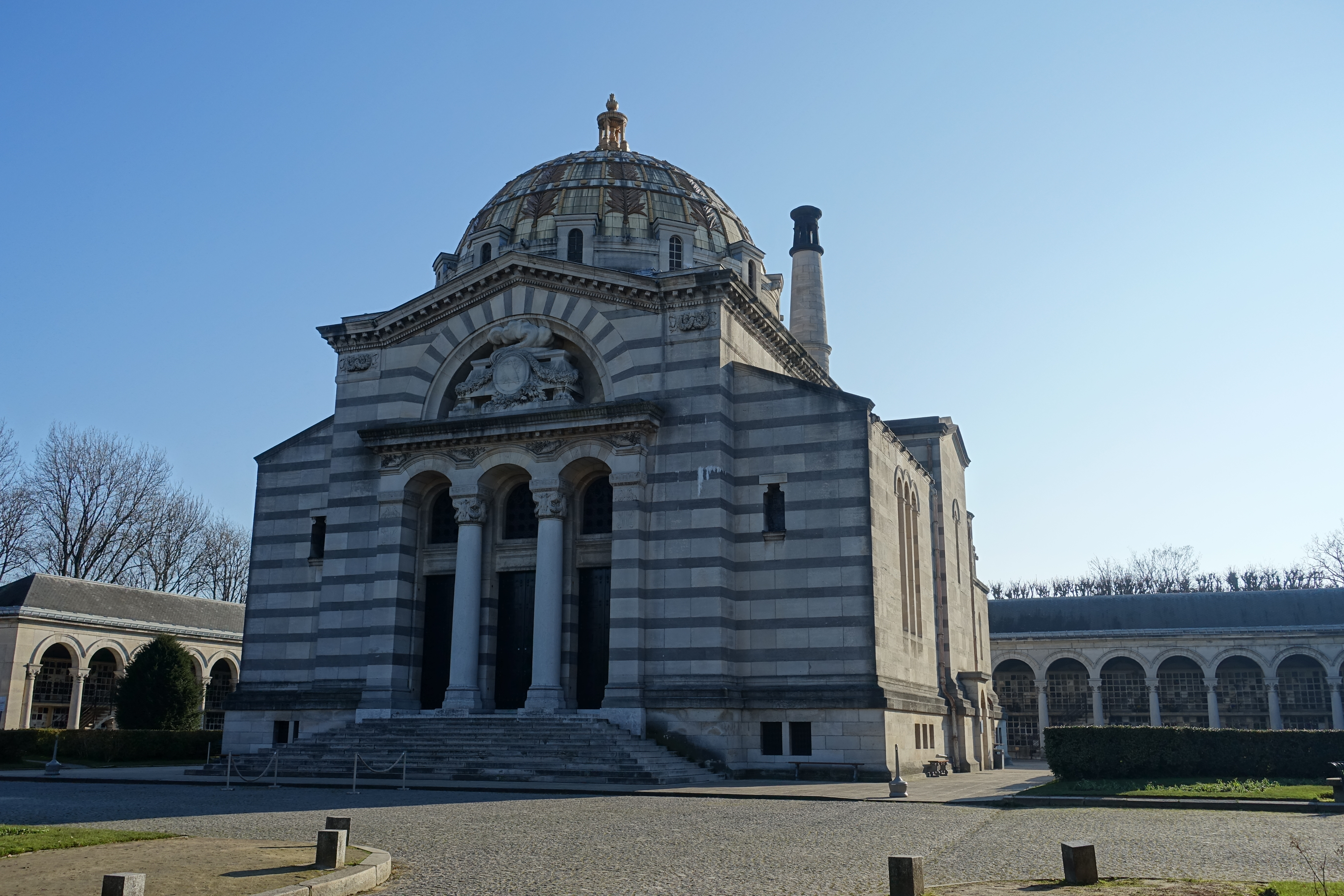
Фото крематория и колумбариума Пер-Лашез

Крематорий и колумбарий Пер-Лашез (фр. Crématorium et columbarium du Père-Lachaise) — мемориальный комплекс, расположенный на территории знаменитого кладбища Пер-Лашез в Париже, Франция. Это сооружение было построено в 1894 году и стало первым официальным крематорием во Франции. Его колумбарий является местом упокоения тысяч людей, включая выдающихся деятелей искусства, науки и политики.

## История
Французская революция и её идеалы свободы мысли и прогресса привели к изменениям в восприятии погребальных традиций. До конца XIX века кремация оставалась редкостью, поскольку Католическая церковь выступала против этой практики. Однако с развитием науки, ростом плотности городов и необходимостью более эффективного использования кладбищ, кремация стала важной альтернативой традиционным захоронениям.
Принятие закона 1887 года, узаконившего кремацию, стало поворотным моментом в истории французской погребальной культуры. Архитектор Жан-Камиль Формиже, вдохновлённый модернистскими идеями, разработал проект крематория, который сочетал функциональность с эстетической привлекательностью. Строительство началось в начале 1890-х годов и завершилось в 1894 году.
Первое кремационное погребение прошло 30 января 1894 года. С тех пор крематорий стал популярным выбором для жителей Парижа и других регионов Франции. Колумбарий был создан с целью хранения урн с прахом, что позволило уменьшить нагрузку на традиционные кладбищенские участки.

## Архитектурные особенности

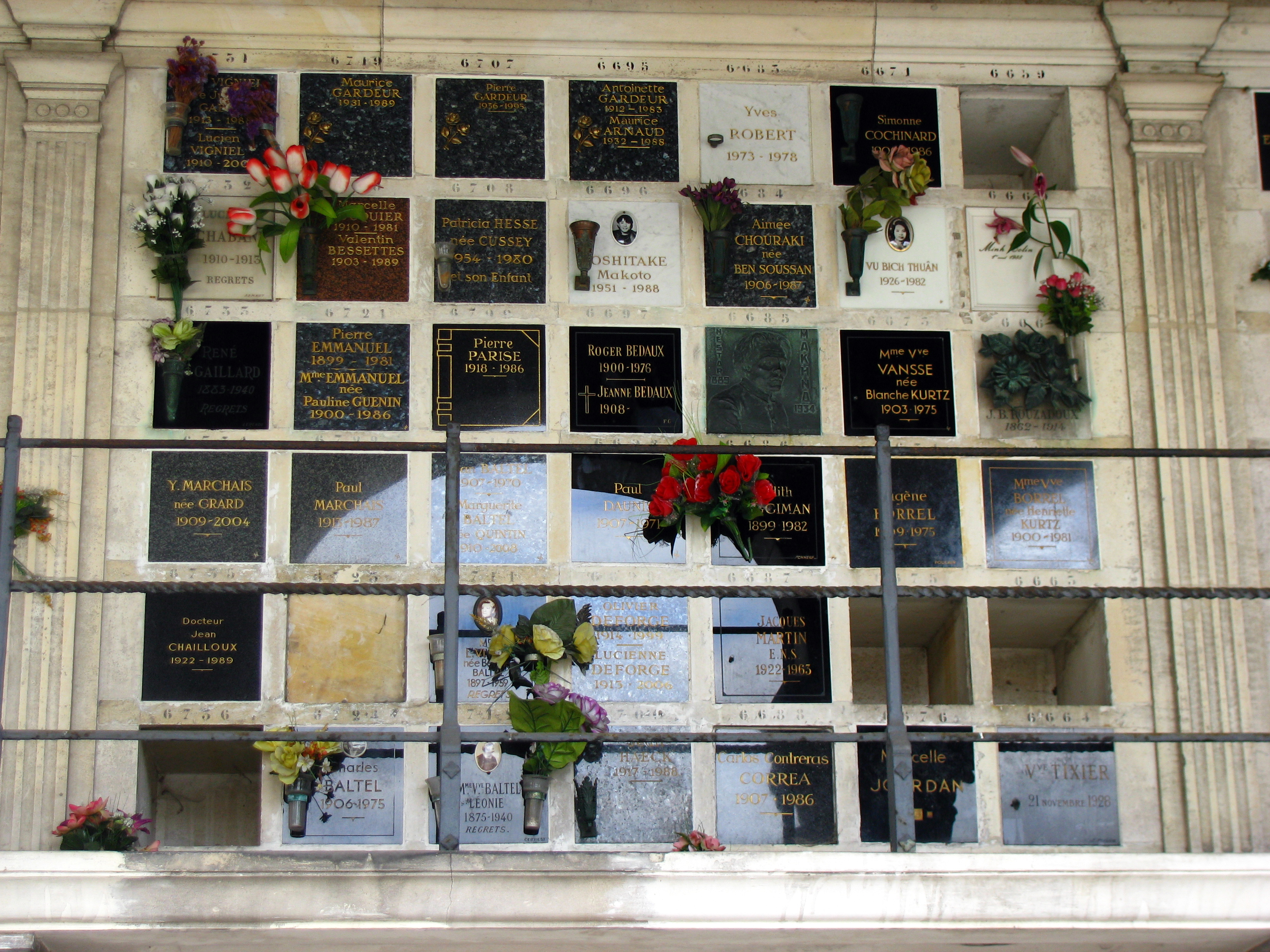
Колумбарий Пер-Лашез

Крематорий представляет собой уникальный пример архитектуры, сочетающей неоклассические формы с элементами модерна. Здание украшено колоннами, куполом и декоративной мозаикой, что придаёт ему торжественный вид. Центральный зал крематория оформлен в спокойных тонах, с использованием мрамора и витражей, создающих эффект игры света.
Колумбарий окружает крематорий четырёхъярусными стенами с тысячами ниш, каждая из которых содержит урну с прахом. Каждая ниша подписана, и многие из них украшены мемориальными досками, фотографиями или другими личными предметами, что делает посещение этого места глубоко трогательным.

## Известные захоронения

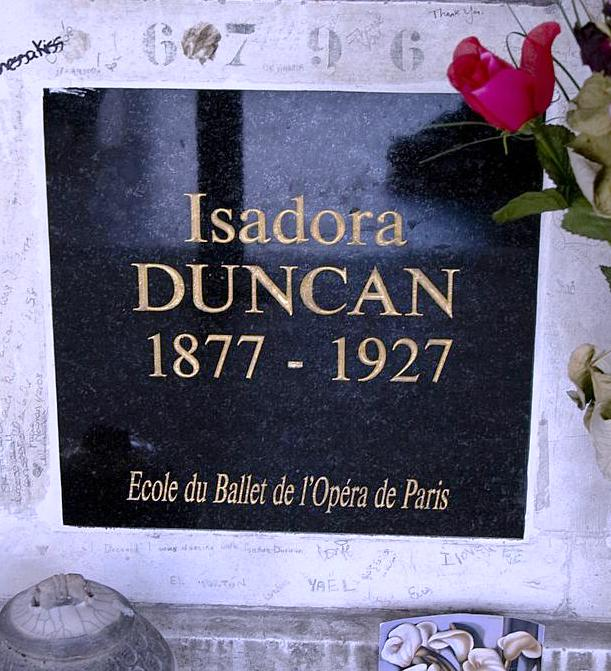
Памятная доска Айседоры Дункан

В колумбарии Пер-Лашез покоятся многие выдающиеся личности, чьи имена связаны с мировой историей и культурой:
- Айседора Дункан — американская танцовщица, пионер современного танца, трагически погибшая в автокатастрофе (ячейка № 6796).
- Нестор Махно — украинский революционер, лидер анархистского движения (ячейка № 6686).
- Мария Каллас — легендарная оперная певица, чей прах был перенесён сюда после её смерти.
- Морис Ростан — автор знаменитой пьесы «Сирано де Бержерак».
- Анри Барбюс — французский писатель и журналист, известный своими антивоенными произведениями.
- Макс Эрнст — немецкий художник, один из ведущих представителей сюрреализма.

## Современная роль
Сегодня крематорий Пер-Лашез остаётся активным и важным элементом парижской погребальной инфраструктуры. Ежегодно здесь проводится около 6000 кремаций. Колумбарий, благодаря своей вместимости, продолжает принимать новые захоронения.
Крематорий также является объектом культурного и туристического интереса. Сюда приезжают тысячи посетителей ежегодно, чтобы отдать дань уважения знаменитым людям, а также насладиться красотой архитектуры. Многие экскурсии по кладбищу Пер-Лашез включают посещение крематория и колумбария.

## Культурное значение
Крематорий Пер-Лашез стал местом вдохновения для многих художников, писателей и кинематографистов. Его упоминания можно найти в литературе, а его уникальная архитектура и атмосфера не раз становились объектами художественных произведений и фильмов. Комплекс символизирует не только изменения в отношении к смерти, но и эволюцию архитектуры и технологий конца XIX века.

## Интересные факты
- Крематорий Пер-Лашез был первым в Париже и сыграл важную роль в популяризации кремации во Франции.
- Колумбарий содержит десятки тысяч ниш, каждая из которых представляет собой личную историю.
- В XIX веке появление крематория вызвало споры, особенно среди религиозных кругов.